# Österreichischer Frauen-Fußballcup 1994/95
Der Österreichische Frauen-Fußballcup wurde in der Saison 1994/95 zum 21. Mal ausgespielt. Als ÖFB-Frauen-Cup wurde er vom Österreichischen Fußballbund zum dritten Mal durchgeführt. Den Pokal gewann zum dritten Mal Union Kleinmünchen.

## Teilnehmende Mannschaften
Für den österreichischen Frauen-Fußballcup hätten sich anhand der Teilnahme der Ligen der Saison 1994/95 folgende 19(!!) Mannschaften, die nach der Saisonplatzierung der Frauen-Bundesliga 1993/94 und der 2. Liga Ost 1993/94 geordnet sind, und die Vereine der neugegründeten Regionalliga West qualifiziert. Teams, die als durchgestrichen gekennzeichnet sind, nahmen am Wettbewerb aus diversen Gründen nicht am Wettbewerb teil oder sind zweite Mannschaften und spielten daher nicht um den Pokal mit. Weiters konnten noch der Landesmeister oder auch Vertreter der Saison 1993/94 teilnehmen.
| Frauen-Bundesliga (8) | Meister oder Meistervertreter aus der Landesliga (1)                                                       |
| --- | --- |
| - Union Kleinmünchen (OÖ) - USC Landhaus (W) - DFC Heidenreichstein (NÖ) - ASV Vösendorf (NÖ) - DFC Ostbahn XI (W) - SC Brunn am Gebirge (NÖ) - 1. DFC Leoben (ST) - SC Neunkirchen (NÖ) (N) | - FC Münzkirchen (OÖ) (??) - Innsbrucker AC (T) (LM) (C), siehe Regionalliga West - Verein (V) (LM)        |
| 2. Liga Ost (6) | Regionalliga West (4)                                                                                      |
| - DFC Obersdorf (NÖ) - DFV Juwelen Janecka (W) - SV Donau (W) - First Vienna FC 1894 (W) - SV Horn (NÖ) (N) - DFC Pellendorf (NÖ) (N) | - Innsbrucker AC (T) (LM) (C) - Sportunion Inzing (T) (??) - RW Rankweil (V) (??) - FC Schwarzach (V) (??) |
| Erläuterungen Länderkürzel: (B): Burgenland, (K): Kärnten, (NÖ): Niederösterreich, (OÖ): Oberösterreich, (S): Salzburg, (ST): Steiermark, (T): Tirol, (V): Vorarlberg, (W): Wien; Vereins-Landes-Bewerbserfolg: (LM): Landesmeister, (Lx): x. Platz der Landesliga, (LN): Landesliga-Aufsteiger, (..-x): x Landesliga siehe Länderkürzel | |

| (C) | amtierender Cupsieger 1993/94    |
| (A) | Absteiger der Saison 1994/95     |
| (N) | Neuaufsteiger der Saison 1994/95 |

## Turnierverlauf
Es liegen keine Informationen über Ergebnisse der Cuprunden vor dem Finale vor.
Finale

Das Finale wurde am Sportplatz Gloggnitz, Gloggnitz, Niederösterreich ausgetragen.
| Datum        |                    | Ergebnis |                      |
| ------------ | ------------------ | -------- | -------------------- |
| keine Angabe | Union Kleinmünchen | 1:0      | DFC Heidenreichstein |